# Max Thurian
Max Thurian (Genebra, Suíça, 16 de agosto de 1921 – Genebra, Suíça, 15 de agosto de 1996) foi o subprior da comunidade de Taizé, uma comunidade monástica ecuménica na França. Foi subprior em Taizé desde a sua criação, na década de 1940.
Durante o Concílio Vaticano II, foi convidado pelo Papa Paulo VI para observar a reforma litúrgica da Missa Católica. Em 1969 expressou que estava satisfeito com as reformas do concílio, sob a crença equivocada de que os protestantes poderiam receber a Sagrada Comunhão junto com Católicos romanos. A Igreja Católica Romana geralmente não permite que não-católicos recebam a Sagrada Comunhão na Missa. Em 12 de maio de 1988, Thurian converteu-se ao catolicismo romano e foi ordenado sacerdote. Em 24 de julho de 1996, publicou um artigo no L'Osservatore Romano no qual, embora mantendo a sua plena aprovação à reforma litúrgica, lamentava que na sua implementação prática houvesse o risco de a Missa perder "o seu carácter de mistério".